# Culture Warlords
Culture Warlords: My Journey into the Dark Web of White Supremacy és un llibre de no-ficció de Talia Lavin, en el qual ella descriu un projecte d'inventar personatges en línia que li permetin conèixer i exposar els supremacistes blancs feixistes que es reuneixen en sales de xat i llocs web en línia; el llibre també rastreja les arrels històriques d'aquests fenòmens contemporanis.
Time va nomenar Culture Warlords com un dels 100 llibres de lectura obligatòria del 2020.

## Història de la publicació
Lavin, que és jueva i néta dels supervivents de l'Holocaust, es va motivar per investigar el tema després de les manifestacions de supremacistes blancs a Charlottesville (Virgínia) el 2017, on "els jueus no ens substituiran!" va ser un crit de guerra. El missatge es podia identificar com a referència a la teoria de la conspiració del genocidi blanc.
El març de 2019, Lavin va vendre Culture Warlords a l'editor Paul Whitlatch a Hachette Books. Va ser publicat el 13 d'octubre de 2020.

## Contingut
Lavin va inventar personatges en línia que li van permetre accedir a llocs web i sales de xat on conversaven supremacistes blancs. Allà hi recopilà informació per a periodistes i activistes antifeixistes. El llibre descriu aquestes trobades en l'actualitat alhora que rastreja "la història llunyana i propera de la dreta alternativa, des de la difamació de sang europea medieval fins a la incorporació d'idees antisemites per part de Henry Ford a Gamergate i les històries d'un YouTuber adolescent radicalitzat".

## Recepció
Publishers Weekly va qualificar el llibre d'"una mirada forta i àmplia a Internet com a caldo de cultiu per al racisme i la misogínia. Els lectors amb un estómac fort per a la ideologia de l'odi trobaran un munt de trucs per emportar". Kirkus va donar a Culture Warlords una ressenya destacada i USA Today el va nomenar com un dels "nous llançaments de llibres més populars" durant la setmana que es va publicar.
Escrivint a The New York Times, Jennifer Szalai va dir: "Una de les meravelles d'aquest llibre furiós és com d'insolent i divertida és Lavin". En la seva ressenya per al Boston Globe, Kate Tuttle assenyala que, mentre que altres llibres tracten material similar, el treball de Lavin "se sent particularment perspicaç, potser perquè entén molt profundament tant el modisme modern en què funcionen aquests fanàtics com les seves arrels històriques en la ciència racial, l'eugenèsia i antisemitisme".
Time va nomenar Culture Warlords com un dels 100 llibres de lectura obligatòria del 2020.